# Christian von Kolb
Karl Christian Kolb, ab 1908 Ritter von Kolb, (* 14. März 1848 in Ebermannstadt; † 5. April 1924 in Leipzig) war ein deutscher Richter und Senatspräsident am Reichsgericht.

## Leben
Der Sohn eines Baders ging in Bamberg in das Lyceum und studierte ab 1867 Rechtswissenschaften in Würzburg. 1872 war das Jahr seiner Vereidigung auf den bayrischen Landesherrn. 1879 erfolgte die Ernennung zum Amtsrichter. 1883 wurde er II. Staatsanwalt. 1888 ernannte man ihn zum Landgerichtsrat. 1895 wurde er Staatsanwalt und 1895 kam er als Oberstaatsanwalt an das Oberlandesgericht. Er kam 1898 an das Reichsgericht. Als Reichsgerichtsrat war er im III. Strafsenat und   VII. Zivilsenat tätig. 1909 wurde er Senatspräsident des I. Strafsenat. 1921 trat er in den Ruhestand.

## Ehrungen
- 1908 Verdienstorden vom hl. Michael III. Klasse.[4]
- 19. Dezember 1908 Ritter des Verdienstordens der Bayerischen Krone[5]

## Werke
- Ist zur Uebernahme von Hypothekforderungen im Subhastationsverfahren notarielle Beurkundung erforderlich?, Dr. J. A. Seuffert's Blätter für Rechtsanwendung,  Band 62 (1897), S. 113, 129.